# Платте, Феликс
Феликс Платте (нем. Felix Platte; род. 11 февраля 1996[…], Хёкстер, Северный Рейн-Вестфалия) — немецкий футболист, нападающий клуба «Падерборн 07».

## Клубная карьера

### Молодёжная
Молодёжную карьеру начал в 2000 году в клубе «Заббенхаузен». В 2008 году присоединился к «Люгде». В следующем году уже был игроком молодёжного состава «Падерборн 07».

### «Шальке 04»
В 2012 году Платте перешёл в молодёжную академию клуба «Шальке 04». В своём первом сезоне он за 19 игр в молодёжной Бундеслиги он забил 9 голов и отдал 7 голевых передач. Большую часть следующего сезона Феликс пропустил из-за проблем с бедром и травмой лодыжки. В сезоне 2014/15 за 14 матчей он забил 7 голов и выполнил 3 голевые передачи.
В ноябре 2014 года Платте подписал профессиональный контракт с клубом, который начинал действовать с сезона 2015/16 и был действителен до 30 июня 2017. Позднее контракт был продлён до 2018 года. В начале 2015 года он полетел вместе с основной командой на тренировочный лагерь в Катар. Вызывался в команду в 19 и 20 турах Бундеслиги, но в каждом случае оставался на скамейке запасных. 14 февраля 2015 года (21 тур) в матче против «Айнтрахта» дебютировал в национальном чемпионате, заменив на 79 минуте Кевин-Принса Боатенга. Через 4 дня Феликс дебютировал в Лиге Чемпионов в матче против мадридского «Реала», заменив на 33 минуте травмированного Клас-Яна Хюнтелара. В 22 туре национального чемпионата в матче против бременского «Вердера» Платте впервые вышел в стартовом составе.

### «Дармштадт 98»
1 феврале 2016 года был отдан в аренду до конца сезона в «Дармштадт 98». Позднее аренда была продлена ещё на сезон 2016/17. 22 апреля 2017 года в матче против «Гамбурга» забил дебютный гол в Бундеслиге.

## Клубная статистика
| Клуб         | Сезон      | Лига                      | Лига  | Лига | Кубок | Кубок | Европа1 | Европа1 | Итог  | Итог |
| Клуб         | Сезон      | Дивизион                  | Матчи | Голы | Матчи | Голы  | Матчи   | Голы    | Матчи | Голы |
| ------------ | ---------- | ------------------------- | ----- | ---- | ----- | ----- | ------- | ------- | ----- | ---- |
| Шальке 04    | 2014/15    | Бундеслига                | 2     | 0    | 0     | 0     | 1       | 0       | 3     | 0    |
| Шальке 04    | 2015/16    | Бундеслига                | 1     | 0    | 0     | 0     | 0       | 0       | 1     | 0    |
| Шальке 04    | Итог       | Итог                      | 3     | 0    | 0     | 0     | 1       | 0       | 4     | 0    |
| Шальке 04 II | 2015/16    | Региональная лига «Запад» | 3     | 1    | —     | —     | —       | —       | 3     | 1    |
| Дармштадт 98 | 2015/16    | Бундеслига (аренда)       | 11    | 0    | 0     | 0     | —       | —       | 11    | 0    |
| Дармштадт 98 | 2016–17    | Бундеслига (аренда)       | 9     | 2    | 0     | 0     | —       | —       | 9     | 2    |
| Дармштадт 98 | 2017/18    | Вторая Бундеслига         | 21    | 5    | 0     | 0     | —       | —       | 21    | 5    |
| Дармштадт 98 | 2018/19    | Вторая Бундеслига         | 10    | 1    | 0     | 0     | —       | —       | 10    | 1    |
| Дармштадт 98 | 2019/20    | Вторая Бундеслига         | 13    | 1    | 0     | 0     | —       | —       | 13    | 1    |
| Дармштадт 98 | 2020/21    | Вторая Бундеслига         | 21    | 2    | 3     | 0     | —       | —       | 24    | 2    |
| Дармштадт 98 | Итог       | Итог                      | 65    | 9    | 3     | 0     | —       | —       | 68    | 9    |
| Общий итог   | Общий итог | Общий итог                | 91    | 12   | 3     | 0     | 1       | 0       | 95    | 12   |

- 1.↑ Включая Лигу чемпионов.

## Международная карьера
Дебют за молодёжную сборную Германии состоялся 27 июня 2017 года в полуфинальном матче молодёжного чемпионата Европы против сборной Англии, где также отметился забитым голом.

## Достижения

### Международные
- Победитель молодёжного чемпионата Европы: 2017